# Unión Deportiva Moctezuma de Orizaba
El Unión Deportiva Moctezuma de Orizaba, o simplemente Moctezuma de Orizaba, fue un antiguo equipo de fútbol mexicano que jugaría en la Primera División de México, desde 1940 hasta el año de 1950. Tuvo como sede la ciudad de Orizaba, Veracruz, México.

## Historia
El Club nace en el año de 1932 cuando el sindicato de trabajadores de la Cervecería Moctezuma, S.A, localizada en la ciudad de Orizaba Veracruz, deciden formar un equipo de fútbol para practicar deporte en su tiempo libre. Haciendo su propuesta reciben el apoyo de los empresarios y en especial de Emilio Suberbie quien dirigía la cervecería en ese entonces, toman el nombre de Club Moctezuma de Orizaba iniciando actividades deportivas inmediatamente.
Al Moctezuma se le reconoce porque fue el primer equipo veracruzano en obtener un título (la Copa México 1942-43) en la Liga Mayor, siendo su primera participación la temporada 1940-1941. El domingo 21 de julio de 1940 abrió la liga con 8 equipos, se celebraron el mismo día tres partidos: dos en el Parque Necaxa y el Moctezuma-Marte, que se jugó en Veracruz, siendo este el primer partido de la liga amateur de la Ciudad de México jugado en provincia.
Los marcianos tenían aún a su entrenador europeo Julio Biró y debutaron venciendo 2-1 al Moctezuma en lo que fue el primer partido en provincia de esta etapa renovadora del fútbol mexicano
Tiempo después, el 30 de mayo de 1943, fue uno de los diez equipos que participaron en el arranque del primer torneo del fútbol mexicano profesional, la Copa México 1943, donde se coronaría campeón. Más adelante ese mismo año, la liga empezaría, la primera jornada en el torneo se jugó el domingo 17 de octubre de 1943, el Moctezuma enfrentó al Real Club España y lo vencería en calidad de visitante por marcador de 3-2.
El Moctezuma, junto con el Asturias, ostenta el récord de alinear más extranjeros en un partido de fútbol mexicano. En la temporada 1943-1944 el Asturias y el Moctezuma llegaron a alinear con 9 extranjeros y dos nacionales.
La alineación del Moctezuma en la primera temporada profesional del fútbol mexicano (1943) fue la siguiente: Evaristo Murillo; Carlos Bretón y Atenor Medina; José Antonio Cevasco, Mario Ballesteros y Jose Dolores Araujo; "Ardilla" Arnáez, Antonio "Cura" Villegas, Julio Pascual Cupido, Ernesto Candia y Honorio Arteaga.

### Logros
El Moctezuma nunca llegaría a ser Campeón de Liga, pero obtuvo 2 Copas México y 1 "Campeón de Campeones". En 3 ocasiones obtuvo tercer lugar en la tabla general de posiciones, siendo estas sus mejores posiciones en la liga, esos resultados se obtuvieron en las temporadas 1941-1942, 1943-1944 y 1944-1945.
Con la temporada 1942-1943 la era Amateur llegaba a su fin, en mayo de 1943 empieza el primer torneo profesional del fútbol mexicano, la Copa México. El Moctezuma ganaría ese torneo de copa, fue colocado en el grupo 2 junto al Atlante, Real Club España y A.D.O. Gracias a este logro se le otorgaría la oportunidad de jugar el juego de Campeón de Campeones contra el equipo que resultó campeón de liga. Es así, que en 1943 el equipo jugaría el segundo "Campeón de Campeones" de la historia, pero no lograría el título ya que fue vencido por marcador de 1-0 por el Marte.
En 1947 el Moctezuma vencería al Oro de Jalisco por marcador de 4-3 para así conseguir su 2.º título de Copa, en ese entonces el entrendador del equipo era el catalán Julio Kaiser. Esta vez si lograría ganar el campeón de campeones, pasando sobre el Atlante por marcador de 3-0.

### Retiro
En 1950, después de que la temporada acabó, el club decide retirarse de competencia y abandonar la Liga Mayor de Fútbol junto con los clubes Asturias F.C. y Real Club España. Todo esto debido a problemas con la federación, después de que esta decide cambiar el nombre a Primera división mexicana y crear la Segunda división mexicana.

### Números totales
| PJ  | G  | E  | P  | GF  | GC  | Pts | Dif |
| --- | -- | -- | -- | --- | --- | --- | --- |
| 182 | 71 | 34 | 77 | 405 | 423 | 176 | -18 |

- PJ: Partidos jugados
- G: Ganados
- E: Empatados
- P: Perdidos
- GF: Goles a favor
- GC: Goles en contra
- Pts: Puntos
- Dif: Diferencia de goles

## Estadio
El Unión Deportiva Moctezuma de Orizaba jugaba en el desaparecido estadio Moctezuma, en lo que hoy son bodegas de Cervecería Cuauhtémoc Moctezuma, en la Poniente 9 de la ciudad de Orizaba, Veracruz. Compartía el estadio con la ADO (Asociación Deportiva Orizabeña) también conocido como Atlético Orizaba.

## Palmarés
- Campeón de Campeones (1): 1946-47
- Copa México (2): 1942-43, 1946-47